# Melanaspis inopinata
Melanaspis inopinata är en insektsart som först beskrevs av Leonardi 1913.  Melanaspis inopinata ingår i släktet Melanaspis och familjen pansarsköldlöss. Inga underarter finns listade i Catalogue of Life.